# Anell Alexis
Anell Paul Alexis (* 28. Februar 1990 in Berlin) ist ein US-amerikanisch-panamaischer Basketballspieler.

## Werdegang
Alexis’ Mutter stammt aus Panama, sein Vater ist der langjährige Berufsbasketballspieler Wendell Alexis. Während dieser in Deutschland bei Alba Berlin unter Vertrag stand, spielte Anell Alexis in der Nachwuchsabteilung des Hauptstadtvereins. Dank der Spielerfahrung, die er als Jugendlicher im deutschen Vereinswesen sammelte, fiel Anell Alexis später als Berufsbasketballspieler in Deutschland nicht unter die Ausländerbeschränkung.
Anell Alexis spielte in den Vereinigten Staaten Basketball an der Saint Benedict’s Preparatory School, anschließend von 2009 bis 2013 am Marist College sowie 2013/14 an der Norfolk State University.
Wie sein Vater schlug Alexis eine Laufbahn als Berufsbasketballspieler ein. In der Saison 2015/16 bestritt er in Deutschland zwölf Begegnungen für die BSG Bremerhaven in der 1. Regionalliga und erzielte 24,6 Punkte je Einsatz. Im Heimatland seiner Mutter stand Alexis bei Caballos de Coclé unter Vertrag und trat mit der Mannschaft unter anderem im amerikanischen Vereinswettbewerb FIBA Americas League teil.
Im Sommer 2017 nahm er wieder ein Angebot aus Deutschland an, wechselte zum Drittligisten BBC Coburg. Im November 2018 gewann er mit den Universitarios de Panama den Meistertitel in Panamas Liga Profesional de Baloncesto. Wenige Tage später wurde Alexis vom deutschen Drittligisten Wiha Panthers Schwenningen verpflichtet. Von 2019 bis 2021 stand er bei den EN Baskets Schwelm unter Vertrag. 2020 wurde Alexis ins erweiterte Aufgebot der panamaischen Nationalmannschaft berufen.
Nach einem Zwischenhalt in Chile kehrte er in der Sommerpause 2024 nach Deutschland zurück und schloss sich dem Drittligisten Itzehoe Eagles an.